# Rasa Drazdauskaitė

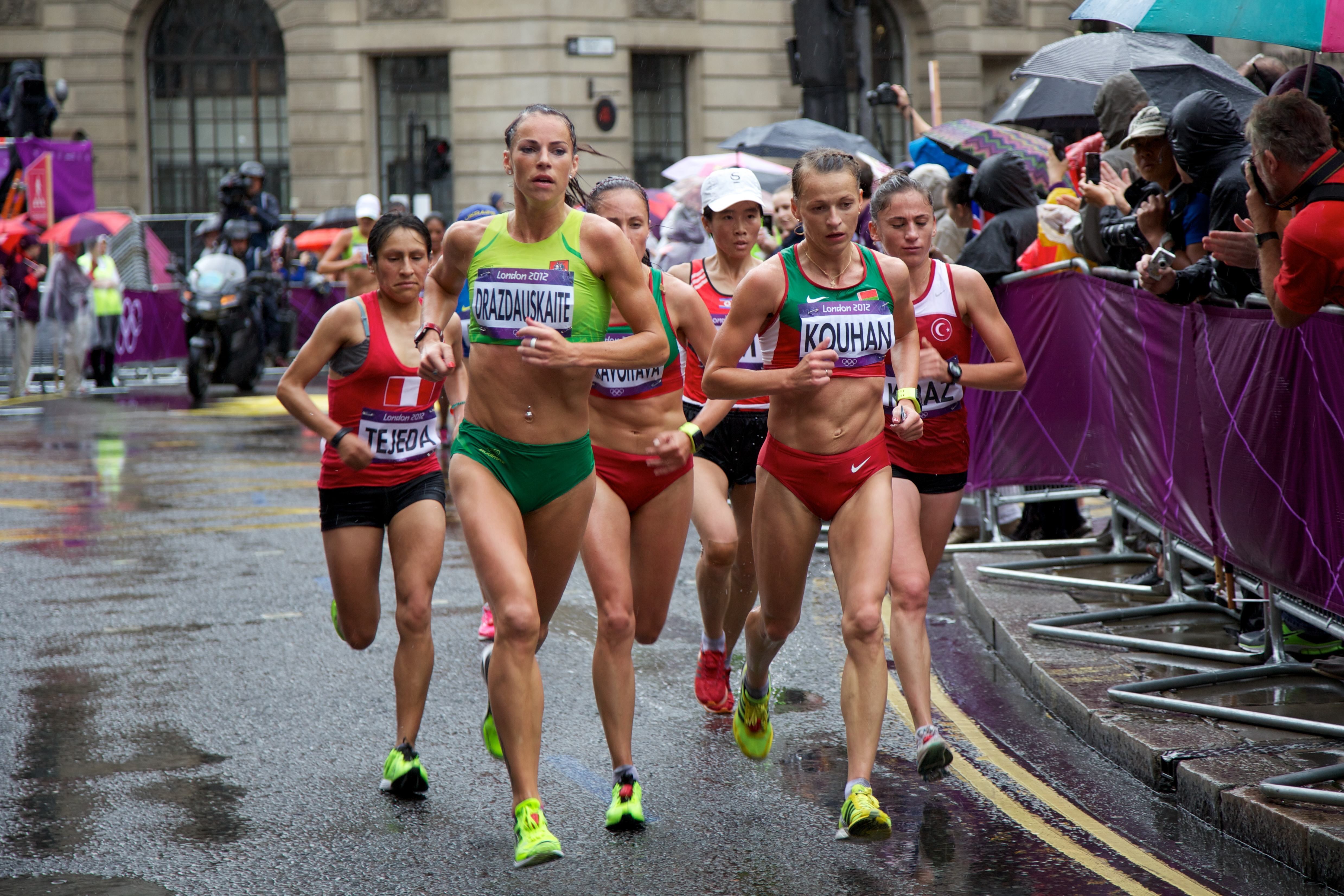
Rasa Drazdauskaitė (2. von links) beim Marathonlauf der Olympischen Sommerspiele 2012

Rasa Drazdauskaitė (* 20. März 1981 in Šiauliai) ist eine litauische Mittel- und Langstreckenläuferin.

## Leben
2002 schied sie bei den Halleneuropameisterschaften in Wien und bei den Europameisterschaften in München über 1500 Meter jeweils im Vorlauf aus.
Bei den U23-Europameisterschaften 2003 kam sie über 1500 Meter als Zweite ins Ziel, wurde aber bei der anschließenden Dopingkontrolle der Einnahme von Stanozolol überführt und wegen dieses Verstoßes gegen die Dopingbestimmungen disqualifiziert und für zwei Jahre gesperrt.
2007 wurde sie nach ihrem Wechsel auf die 42,195-km-Distanz Zehnte beim Frankfurt-Marathon. Im Jahr darauf wurde sie nach einem sechsten Platz beim Hamburg-Marathon für die Olympischen Spiele in Peking nominiert, bei deren Marathon sie auf Platz 37 einlief.
2009 wurde sie als Gesamtzweite beim Belgrad-Marathon Militär-Weltmeisterin und Fünfte beim Frankfurt-Marathon. 2010 kam sie bei den Europameisterschaften in Barcelona auf den 15. Platz. Beim Athen-Marathon stellte sie mit 2:31:06 h einen Streckenrekord auf und verteidigte gleichzeitig ihren Militär-WM-Titel. Bei den Olympischen Sommerspielen 2012 nahm sie am Marathonlauf teil und kam in neuer persönlicher Bestzeit von 2:29:29 h auf den 27. Platz. 
Nationale Titel errang sie bislang einmal über 800 Meter (2002), viermal über 1500 Meter (1999, 2002, 2006, 2007), dreimal im Crosslauf (2001–2003) und zweimal über 10.000 Meter. In der Halle wurde sie dreimal über 800 Meter (1999, 2000, 2002), viermal über 1500 Meter (1998–2000), einmal über 3000 Meter (2003) und einmal im 1500-Meter-Hindernislauf (2006) litauische Meisterin.
Rasa Drazdauskaitė läuft für den Verein Šviesos kariai, ihr Trainer ist Česlovas Kundrotas. Sie ist 1,74 m groß und wiegt 61 kg.

## Persönliche Bestzeiten
- 800 m: 2:02,24 min, 27. Juni 2003, Danzig
  - Halle: 2:09,61 min, 23. Januar 2007, Tallinn
- 1500 m: 4:07,78 min, 29. Juni 2003, Posen
  - Halle: 4:17,88 min, 11. Februar 2007, Karlsruhe
- 3000 m: 9:25,74 min, 23. Juni 2007, Odense
- 5000 m: 16:05,27 min, 20. Juni 2010, Budapest
- 10.000 m: 33:16,06 min, 9. Juli 2010, Kaunas
- Halbmarathon: 1:12:54 h,13. September 2009, Tallinn
- Marathon: 2:29:29 h, 5. August 2012, London